# 아이카와 신야
아이카와 신야(일본어: 相川 進也, 1983년 7월 26일 ~ )는 일본의 전 축구 선수이다.

## 구단 경력
과거 콘사돌레 삿포로, FC 기후에서 활동하였다.